# Diego Rueda
Diego Rueda – kolumbijski zapaśnik walczący w obu stylach. Złoty i srebrny medalista igrzysk boliwaryjskich w 1981 roku.